# 興臨院
興臨院（こうりんいん）は、京都市北区紫野大徳寺町にある臨済宗大徳寺派の寺院。大本山大徳寺の塔頭。本尊は釈迦如来。特別拝観日以外は公開されていない。

## 歴史
大永年間（1521年 - 1528年）に、能登国の守護大名・畠山義総が大徳寺86世の小渓紹ふ（「ふ」は「付」の下に「心」、仏智大通禅師）を開山として建立。義総の法名をとって寺名を興臨院とした。以来能登畠山氏の菩提寺となる。創建年次については天文2年（1533年）ともいう。天文年間（1532年 - 1555年）に本堂が焼失し、再建されている。その後、能登畠山氏は没落するが、畠山氏の代わりに能登を治める戦国武将・前田利家により天正9年（1581年）に改修が行われ、以後は前田氏の菩提寺となり庇護される。

## 境内
- 方丈（重要文化財） - 本堂。室町時代の建築様式の特徴をみせる入母屋造・檜皮葺の建物[2]。床の間は日本で最初のものであるといわれる。また、かつて狩野元信や土佐光信などの障壁画を飾っていたとされるが幕末から明治維新の混乱期に失われた。全20面ある襖絵は、福岡県久留米市の水墨画家、村石米齋によって描かれたもの。
- 方丈前庭 - 1978年（昭和53年）に方丈の解体修理完成時に資料を基にして昭和の小堀遠州といわれた中根金作により復元された。枯山水庭園で白砂に石組を配し、理想的な蓬萊世界を表したものという[2]。
- 唐門（重要文化財） - 玄関。檜皮葺の門で、室町時代の禅宗建築様式の特徴がみられる。
- 方丈西庭
  - 爪塚
  - 琴心塔
  - 鎮守社
- 方丈北庭
- 庫裏 - 1978年（昭和53年）再建。
- 茶室「涵虚亭（）」 - 1928年（昭和3年）に山口玄洞による寄進。蘇軾の詩から名付けられた古田織部好みの四畳台目に隅板を加えた茶室で、床の間は袖壁が出ているために洞のように見えることから洞床（）と呼ばれている。
- 山門（重要文化財） - 檜皮葺の平唐門で、大徳寺でも古い門のひとつに数えられる[2]。

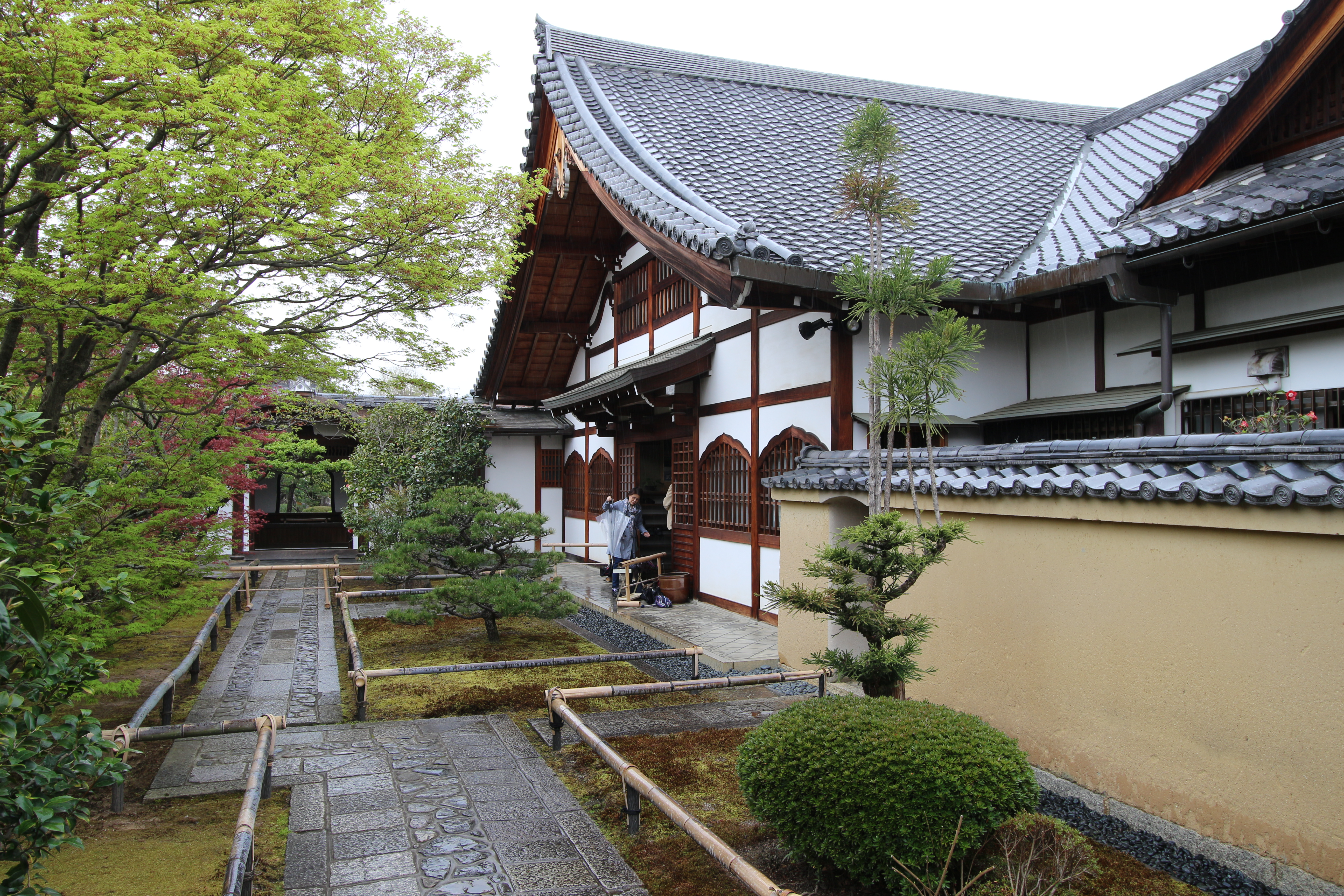
本堂（方丈、重要文化財）
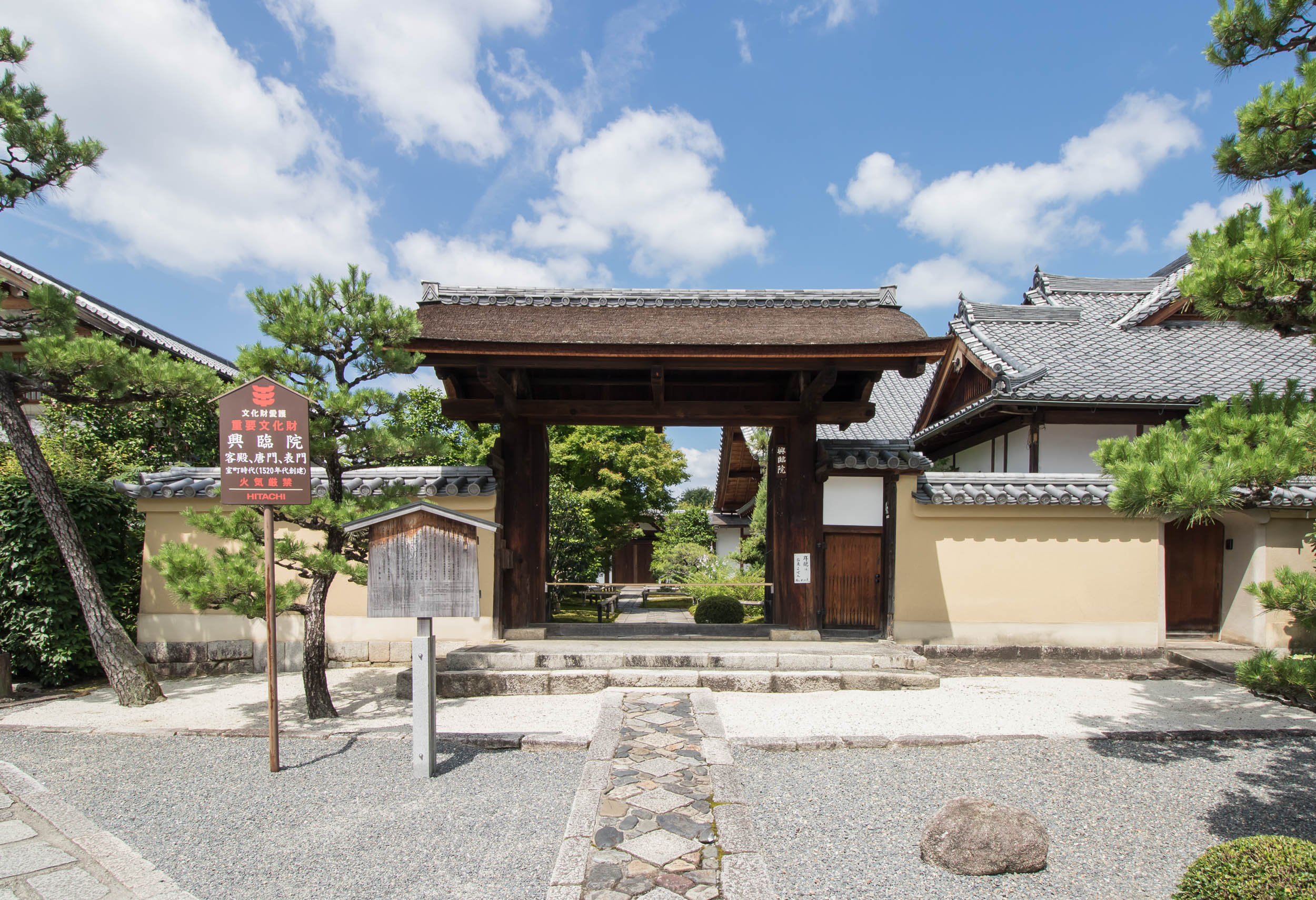
表門（重要文化財）
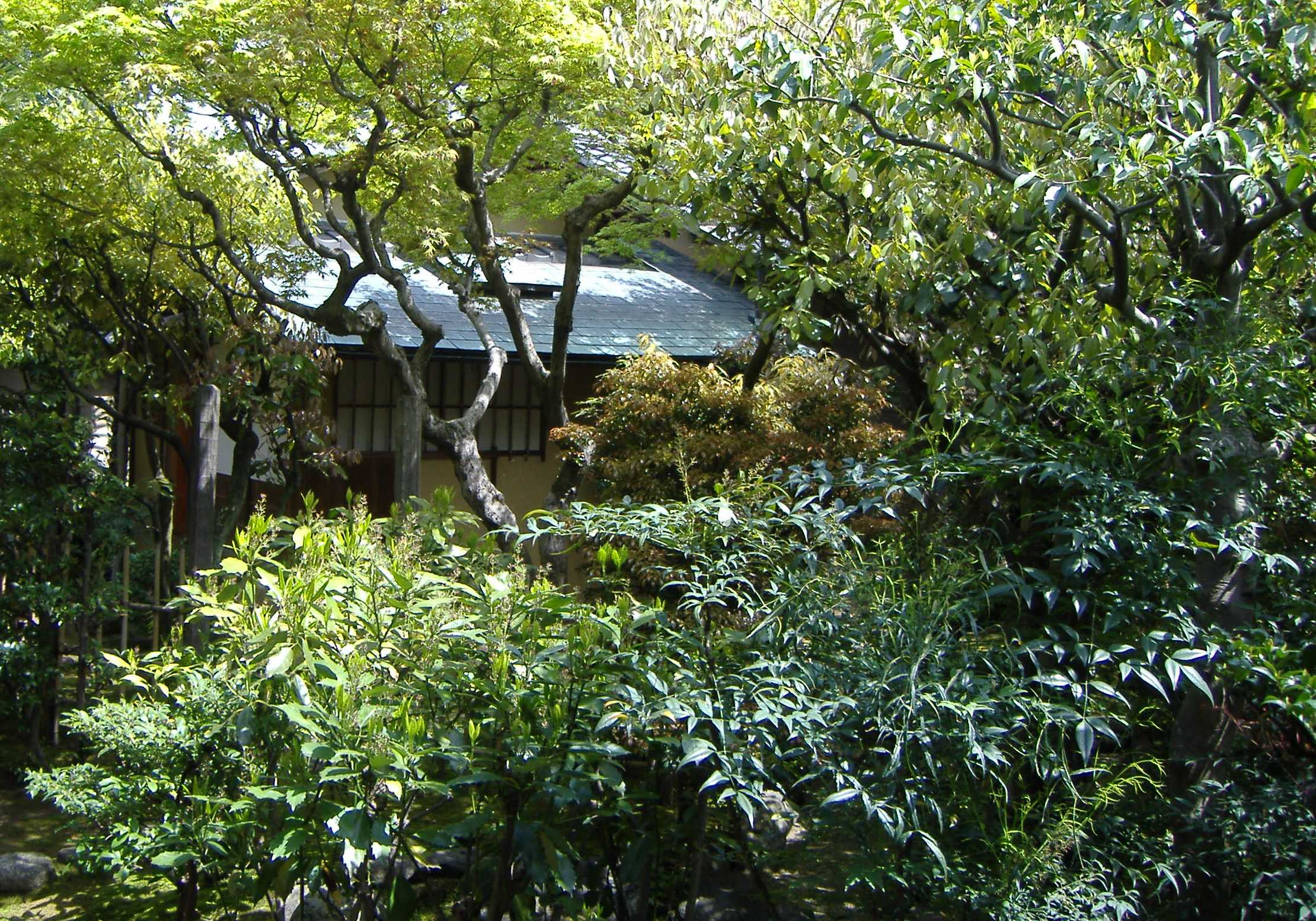
茶室「涵虚亭（）」

## 文化財

### 重要文化財
- 本堂（方丈）（附：玄関、旧桟唐戸格狭間2組、旧鴨居引付用鎌、旧敷居）[4]
- 唐門
- 表門[5]
- 椿尾長鳥模様堆朱盆[6]

## アクセス
- JR京都駅より京都市バス・大徳寺前（約30分）下車、徒歩